# Flikstånds
Flikstånds (Senecio erucifolius) är en växtart i familjen korgblommiga växter. 